# Rebild Bakker

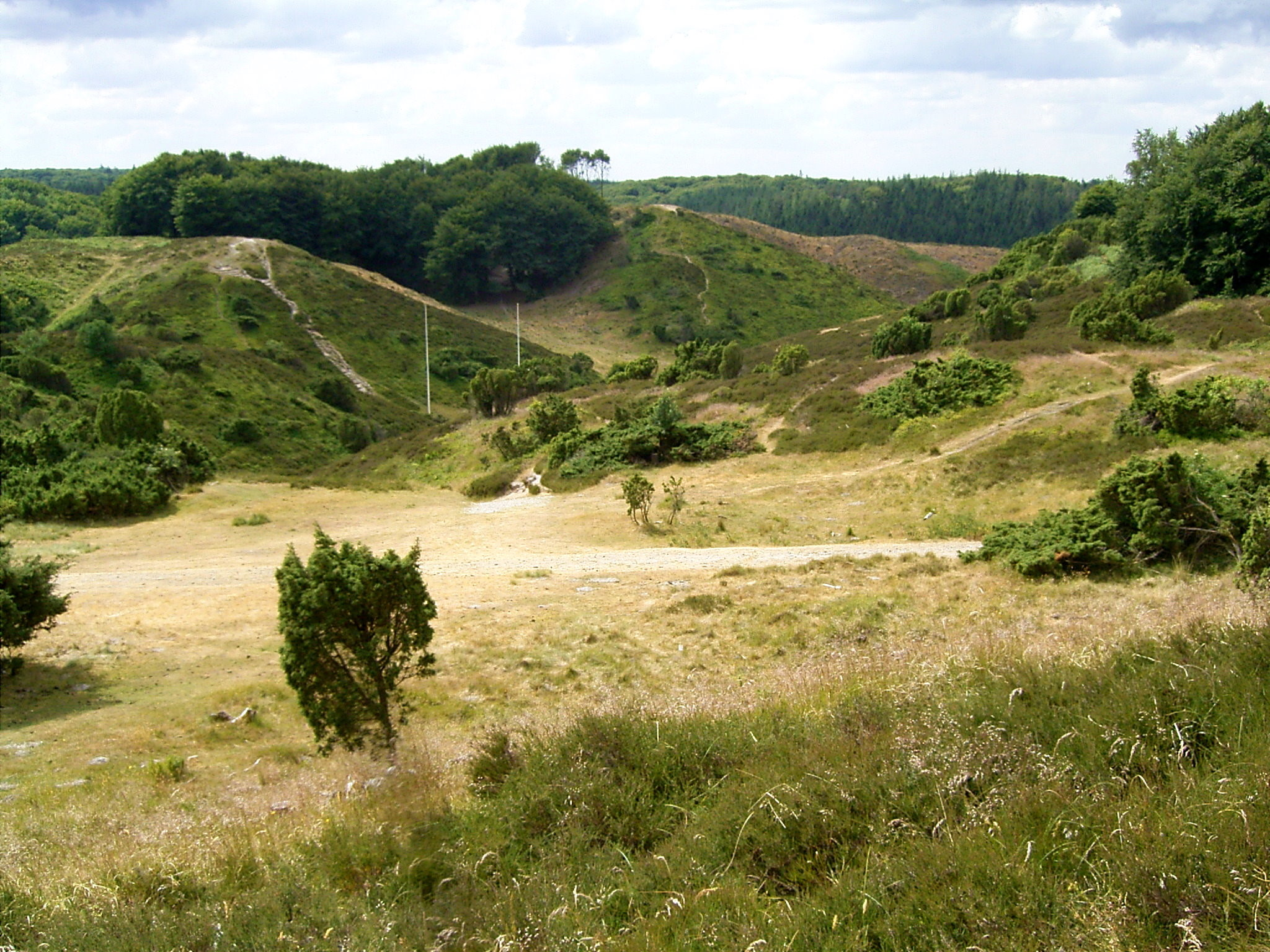
Rebild Bakker.

Rebild Bakker är ett 77 hektar stort kuperat hedlandskap på norra delen av Jylland i Danmark. Det ligger i den delen av Rold Skov som ligger i Rebilds kommun och är ett av landets mest besökta turistområden. 
Rebild Bakker användes tidigare som betesmark av bönderna i Rebild men köptes 1912 av en grupp dansk-amerikaner som skänkte området till danska staten. Det är tillgängligt för allmänheten och får inte bebyggas. Området fick namnet Rebild National Park, men är trots detta ingen officiell nationalpark. En förutsättning för donationen var att dansk-amerikaner skulle kunna ordna  amerikanska fester i området.
Rebildfesten, som är en samlingspunkt för dansk-amerikaner, firas varje år på USA:s självständighetsdag 4 juli på Rebild Bakker. År 2009 avslutades första etappen av cykelloppet Danmark runt i området.